# مجدي العجاتي
المستشار مجدي العجاتي وزير الشئون القانونية ومجلس النواب في حكومة المهندس شريف إسماعيل رئيس مجلس الوزراء، شغل منصب نائب رئيس مجلس الدولة اعتبارا من 9 مايو 1992 بالقرار الجمهوري رقم 246 لسنة 1992. وعضوا بالمجلس الخاص للشئون الإدارية بمجلس الدولة ورئيس قسم التشريع أعتباراً من 1 أكتوبر 2013م.

## المؤهلات الدراسية
- ليسانس الحقوق دور مايو عام 1969، بتقديرجيد جدا - جامعة القاهرة
- دبلوم الدرسات العليا في العلوم الإدارية دور أكتوبر عام 1970، بتقدير جيد – جامعة القاهرة
- تم ايفاده في بعثة للحصول على دبلوم معهد الإدارة الدولي بباريس - بفرنسا عام 1975.

## التدرج الوظيفي
- عين في وظيفة مندوب مساعد بمجلس الدولة اعتبارا من 14 /3 /1970.
- ثم رقى لوظيفة مندوب في 1 /1 /1972.
- ثم رقى لوظيفة نائب في 23 /2 /1976.
- ثم رقى لوظيفة مستشار مساعد (ب) اعتبارا من 3 /7 /1979.
- ثم رقى لوظيفة مستشار مساعد (أ) اعتبارا من 13 /12 /1981.
- ثم رقى مستشارا اعتبارا من 10 /12 /1984 بالقرار الجمهوري رقم 456 لسنة 1985
- ثم رقى لوظيفة وكيل مجلس الدولة اعتبارا من 22 /9 /1991 بالقرار الجمهوري رقم 424 لسنة 1991.
- ثم رقى لوظيفة الحالية نائب رئيس مجلس الدولة اعتبارا من 9 /5 /1992 بالقرار الجمهوري رقم 246 لسنة 1992.

### الجهات التي عمل بها
- عضوا بيهئة مفوضي الدولة.
- عضوا بالمكتب الفني لرئيس مجلس الدولة.
- عضوا بادارة الفتوى لوزارة الحربية.
- عضوا بادارة الفتوى لوزارة الثقافة والإعلان.
- عضوا بمحكمة القضاء الإداري.
- عضو بادارة الفتوى لوزارة الأوقاف وشئون الأزهر.
- عضوا بالجمعية العمومية لقسمي الفتوى والتشريع.
- عضوا بمحكمة القضاء الإداري الدائرة الثانية جزاءات.
- رئيسا بمحكمة القضاء الإداري الدائرة رقم (12) تعليم.
- رئيسا للمكتب الفني لمحكمة القضاء الإداري.
- رئيسا بمحكمة القضاء الإداري الدائرة السابعة مرتبات وتسويات.
- رئيسا بمحكمة القضاء الإداري الدائرة العاشرة.
- رئيسا لإدارة الفتوى بوزارات الداخلية والخارجية والعدل.
- رئيسا للدائرة الأولى فحص بالمحكمة الإدارية العليا.
- رئيسا اللجنة الأولى للفتوى.

### الانتدابات
- مستشارا قانونيا للمصانع الحربية.
- مستشار قانونيا لرئيس مجلس الشعب.
- عضو لجنة إعداد وصياغة اللوائح الداخلية للهيئة العربية للتصنيع.
- عضو مجلس تأديب أعضاء هيئة التدريس بجامعة حلوان.
- مستشارا قانونيا للهيئة القومية للبريد.
- مستشارا قانونيا لمحافظة البحر الأحمر
- محكما عن الهيئة العامة لشئون المطابع الأميرية في قضية التحكيم رقم 154 لسنة 2000 المقامة ضد الهيئة من المركز الإسلامي الدولي للورق والمصنع الدولي لتحويل الورق.
- محكما عن الجمعية التعاونية للبناء والإسكان والخدمات لموظفي مجلس الدفاع الوطني وعائلاتهم في التحكيم بينهما وبين شركة سامي سعد وشركاه.
- محكما عن الجمعية التعاونية للبناء والإسكان والخدمات لموظفي مجلس الدفاع الوطني وعائلاتهم والمهندس يحيي قدري استشاري مشروع قرية جاردن سيتي برأس سعد
- محكما عن الهيئة العامة لصندوق تحويل مبائي وزارة الخارجية بالخارج في النزاع القائم بينها وبين المكتب العربي للتصميمات والاستشارات الهندسية.
- رئيسا لهيئة التحكيم في الدعوي التحكيمية رقم (4) لسنة 2007 المقامة من شركة الحاوي للمقاولات والاستثمارات العقارية ضد الجمعية التعاونية لإسكان العاملين بشركة بترول بلاعيم.
- رئيسا لهيئة التحكيم في الدعوي التحكيمية رقم(13-14) لسنة 2009 المقامة من شركة صبحي حيسن للمقاولات ضد الجمعية التعاونية للبناء والإسكان والخدمات لموظفي مجلس الدفاع الوطني.
- ندب لرئاسة مركز التحكيم بالاتحاد التعاوني الإسكاني من عام 2010 حتى أول فبراير 2014.
- عضو مجلس إدارة الهيئة العامة لتنفيذ المشروعات الصناعية والتعدينية.
- رئيسا لهيئة التحكيم في الدعوي التحكمية رقم (3) سنة 2010 المقامة من المهندس/ محمد محمد حسن عطية صاحب المكتب الهندسي للاستشارات ودراسات التنمية الشاملة للمقاولات ضد الجمعية التعاونية للبناء والإسكان للعاملين ببنك مصر.
- رئيسا لهيئة التحكيم في الدعوى التحكمية رقمي 28، 29 لسنة 2010 المقامة من الجمعية التعاونية للبناء الإسكان لأعضاء هيئة التدريس بجامعة القاهرة ضد شركة ترانزسيس اركتكس وشركة الإسكندرية للإنشاءات.
- رئيسا لهيئة التحكيم في الدعوى التحكمية رقم 34 لسنة 2009 المقامة من الاتحاد التعاوني الإسكاني المركزي بصفته مصفيا لجمعية قريش ضد شركة الجابري للمقاولات العامة.
- عضو بلنجة حل المنازعات التي تنشئ بين المستثمرين والجهات التابعة للدولة.
- رئيسا لهيئة التحكيم في النزاع بين شركة اسكو الهندسية وشركة معامل سيكو للمنتجات الحيوية، بمركز القاهرة الإقليمي للتحكيم التجاري الدولي.
- عين بموجب قرار رئيس الجمهورية رقم (489) لسنة 2013 عضوا بلجنة الخبراء العشر (التي قامت بوضع مشروع الدستو الحالي).
- مستشارا قانونيا لوزارة الإسكان والمجتمعات العمرانية الجديدة لمدة ستة أشهر اعتبارا من 1 /9 /2013.
- رئيسا للجنة تشريعات الأمن القومي باللجنة العليا للإصلاح التشريعي بموجب قرار رائيس الجمهورية رقم 187 لسنة 2014 بتشكيل اللجنة العليا للإصلاح التشريعي.
- رئيسا لهيئة التحكيم في الدعوى التحكيمية رقم 4 لسنة 2013 المقامة من شركة صبحي حسين للمقاولات والجمعية التعاونية للبناء والإسكان لأعضاء نقابات المهن الطبية.
- عضو اللجنة الاستشارية العليا لتطوير التشريعات واتفاقيات الامتيازالبترولية والتعدينية بوزارة البترول والثورة المعدنية لمدة سنة اعتبارا من1 /10 /2013.
- رئيسا لهيئة التحكيم في النزاع القائم بين الجهاز التنفيذي لمياه الشرب والصرف الصحي وشركة المقاولات المصرية (مختار إبراهيم).
- مستشارا قانونيا لوزارة الإسكان والمرفق والمجتمعات العمرانية.
- مستشارا قانونيا لجهاز المخابرات العامة من عامة 1992 وما زال الندب قائما حتى الآن.

| المناصب السياسية     | المناصب السياسية                              | المناصب السياسية |
| -------------------- | --------------------------------------------- | ---------------- |
| سبقه ابراهيم الهنيدي | الشئون القانونية ومجلس النواب 2015 - حتي الآن | تبعه             |